# Американ Еърлайнс Арена
„Американ Еърлайнс Арена“ е зала за спортни и развлекателни събития в Маями, разположена на брега на залива Бискейн. Построена е през 1998 година, за да замести старата Маями Арена. Залата е домът на тима от НБА Маями Хийт.
Около Американ Еърлайнс има изградени няколко метро станции, което улеснява любителите на баскетбола по времето, когато се играят мачовете на Горещите.
В Арената има изградени 2105 клубни места, 80 луксозни апартамента и 76 частни бокса. Театър Уотърфронт, който е част от залата е най-големият във Флорида, като неговият капацитет е от 3000 до 5800 места. Той може да бъде конфигуриран за концерти, семейни събития, мюзикъли и други сценични представления. Спонсорът на Арената, Американските Въздушни Линии също има пътнически салон, в който се продават билети за пътувания.

## История
Американ Еърлайнс Арена е открита на 31 декември 1999 година, като нейната цена е била 213 милиона долара. Дизайнът на съоръжението е дело на Джордж Хайнлайн, Кричън Петшен, Рейналдо Борхес и Ланс Саймън. Събитието по откриването е съпроводено от концерт на Глория Естефан, а два дни по-късно, Маями Хийт записаха и първият си мач, побеждавайки Орландо Меджик със 111 – 103.
Като част от спонсорския договор, на покрива на залата има изрисуван гигантски самолет с логото на компанията (ААА – от английски AmericanAirlines Arena). Дизайнът е видим от самолетите, които излитат и кацат на международното летище в Маями. Този спонсор държи правата за името и на още една зала, дом на отбор от НБА – залата на Далас Маверикс, Американ Еърлайнс Център.
Арената е известна със своето необичайно табло, проектирано от Кростофър Джейни. То има формата на морската анемония, като в зависимост от атмосферата, то променя цвета си.
По време на концертите, капацитетът на залата може да варира от 12202 до 19146 места, в зависимост от разположението на сцената (когато е в средата на залата, той е най-голям, а най-малък е когато тя е разположена в дъното, до трибуните).

## Значими събития, проведени в Американ Еърлайнс Арена

### Баскетбол
- Двете зали със спонсор Американските Въздушни Линии стават домакин на финал между Маями Хийт и Далас Маверикс, които битки се провеждат през 2006 и 2011 година. Тъй като спонсорът на двете зали е един и същ, то тези финали бяха наречени Сериите на Американ Еърлайнс.
- През 2012 година в Арената е домакин на още един финал – този между Хийт и Оклахома Тъндърс. Домакините печелят серията в 5 срещи и вдигат титлата у дома.
- През 2013 година отново се стига до финал с участието на Маями, като този път съперник е Сан Антонио Спърс. Горещите отново триумфират, запазвайки титлата си.
- Американ Еърлайнс Арена получава привилегията да е домакин на финалната серия и през 2014 година, след като Маями Хийт за четвърта поредна година достигат до мачовете за трофея и там отново е тимът на Шпорите. Този път обаче, Спърс вземат реванш и печелят шампионските пръстени.

### Други спортове
- Най-често залата се използва от различните федерации по кеч, за техните шоута, като „Разбиване“, „Първична Сила“, „Кралски Сблъсък“, „Ад в клетката“ и други, дело на WWE и WCW. Тук се провежда и приемането на някои от звездите на кеча в Залата на славата през 2012 година.
- Американ Еърлайнс Арена е домакин и на първото събитие на Върховен Боен шампионат (UFC) във Флорида, което се провежда на 25 април 2003 година.

### Концерти
Някои от най-големите световни звезди са провеждали своите концерти именно в тази зала. Такива са Шер, Бритни Спиърс, Селин Дион, Лейди Гага, Майли Сайръс, Мадона, Дженифър Лопес, Кейти Пери и други. Тук, на няколко пъти се провеждат и Музикалните награди на МТV.